# Exodictyon nadeaudii
Exodictyon nadeaudii là một loài rêu trong họ Calymperaceae. Loài này được Besch. Cardot mô tả khoa học đầu tiên năm 1899.